# Dimbokro (departamento)
Dimbokro es un departamento de la región de N'Zi, Costa de Marfil. En mayo de 2014 tenía una población censada de 91 056 habitantes.
Se encuentra ubicado en el centro-este del país, al este de la capital nacional, Yamusukro, y al oeste del río Komoé.